# Mariano Álvarez Gómez
Mariano Álvarez Gómez (La Mata de Monteagudo, Lleó, 2 de juny de 1935 - 13 d'octubre de 2017) fou un filòsof espanyol, catedràtic de metafísica de la Universitat de Salamanca i membre de la Reial Acadèmia de Ciències Morals i Polítiques.

## Biografia
En la seva adolescència va seguir la carrera eclesiàstica, estudiant en el Seminari Diocesà de Lleó i llicenciant-se en filosofia el 1957 i en teologia el 1961 a la Universitat Pontifícia de Salamanca. Obté el doctorat a la Universitat de Múnic el 1967 amb una tesi sobre Nicolau de Cusa.
El 1974 torna a Espanya i obté la càtedra de metafísica de la Universitat de Salamanca el 1982, alhora que forma part del consell de redacció de Cuadernos salmantinos de filosofía. El 1976 es va doctorar en Filosofia per la Universitat de València. El seu ensenyament i el seu pensament en el període de Salamanca han estat consagrades principalment a la filosofia de Hegel, del que n'ha estat un dels principals especialistes a Espanya.
Dins la Universitat de Salamanca ha estat director del Departament de Metafísica, director del Departament de Filosofia i Lògica i Filosofia de la Ciència, Degà de la Facultat de Filosofia i Ciències de l'Educació, i Membre del Patronat de la Casa-Museu Unamuno. De 1985 a 2001 fou president de la Societat Castellanolleonesa de Filosofia i de 1996 a 2010 de la Societat Espanyola d'Estudis sobre Hegel. Des del 20 de març de 2007 i fins a la seva mort fou acadèmic de la Reial Acadèmia de Ciències Morals i Polítiques.